# Catoeme tessellata
Catoeme tessellata là một loài bọ cánh cứng trong họ Cerambycidae.